# Pavetta compactiflora
Pavetta compactiflora är en måreväxtart som beskrevs av Joseph Dalton Hooker. Pavetta compactiflora ingår i släktet Pavetta och familjen måreväxter.
Artens utbredningsområde är Burma. Inga underarter finns listade i Catalogue of Life.